# 2007 у Тернопільській області
| Роки в Тернопільській області: ← · 2000 · 2001 · 2002 · 2003 · 2004 · 2005 · 2006 · 2007 · 2008 · 2009 · 2010 · 2011 · 2012 · 2013 · 2014 · 2015 · 2016 · 2017 · 2018 · 2019 · 2020 · 2021 · 2022 · 2023 · 2024 · 2025 Див. також: XIX століття · XX століття |

## Міста-ювіляри
- 900 років із часу заснування Теребовлі (1097);
- 580 років із часу першої письмової згадки про Чортків (1427).

## Річниці

### Річниці заснування, утворення
- 230 років із часу заснування Монастириського тютюново-ферментаційного комбінату (1777);
- 50 років Струсівській заслуженій самодіяльній капелі бандуристів «Кобзар» (1957);
- 35 років із часу заснування Хоростківського державного дендрологічного парку (1972);
- Лютий — 20 років із часу заснування меморіального музею-садиби Леся Курбаса в с. Старому Скалаті Підволочиського району (1987);
- Березень — 70 років із часу заснування Кременецького краєзнавчого музею (1937);
- 1 серпня — 10 років від дня створення жіночого вокального тріо «Солов'ї Галичини» Тернопільської обласної філармонії (1997);
- 15 вересня — 40 років із часу заснування Денисівського краєзнавчого музею (1967).

### Річниці від дня народження

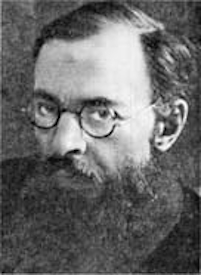
Теофіль Коструба

- 2 січня — 120 років від дня народження українського математика Миколи Чайковського (1887—1970);
- 3 січня — 140 років від дня народження української письменниці, публіцистки, педагога Євгенії Бохенської (1867—1944);
- 7 січня — 60 років від дня народження української драматичної акторки Віри Самчук (нар. 1947);
- 17 січня — 50 років від дня народження українського громадсько-культурного діяча Валерія Бачинського (нар. 1957);
- 19 січня — 50 років від дня народження українського художника Івана Сонсядла (нар. 1957);
- 24 лютого — 160 років від дня народження українського фольклориста й етнографа Мелітона Бучинського (1847—1903);
- 24 лютого — 100 років від дня народження релігійного діяча, ієромонаха-василіянина Віталія (в миру Володимира Байрака) (1907—1946);
- 22 березня — 80 років від дня народження українського літературознавця, фольклориста Теофіля Комаринця (1927—1991);
- 23 березня — 80 років від дня народження українського публіциста, церковного і громадського діяча, бібліотекаря Мирослава Лабуньки (1927—2003);
- 24 березня — 60 років від дня народження українського журналіста, поета, публіциста, редактора, громадського діяча Євгена Безкоровайного (1947—2015);
- 24 березня — 60 років від дня народження українського художника-різьбяра Мирона Білоуса (нар. 1947);
- 25 березня — 140 років від дня народження кардинала Української греко-католицької церкви Григорія (Хомишина) (1867—1945);
- 1 квітня — 60 років від дня народження української драматичної акторки Ярослави Мельник-Хованець (нар. 1947);
- 11 квітня — 70 років від дня народження українського актора, режисера, самодіяльного художника Олега Олійника (нар. 1937);
- 18 квітня — 60 років від дня народження української поетеси, перекладачки, лікаря, громадсько-політичної діячки Ганни Костів-Гуски (нар. 1947);
- 18 квітня — 110 років від дня народження українського актора, режисера, педагога Мар'яна Крушельницького (1897—1963);
- 19 квітня — 60 років від дня народження українського педагога, фольклориста, народознавця, режисера Михайла Крищука (нар. 1947);
- 3 травня — 110 років від дня народження українського актора, режисера, театрального діяча Януарія Бортника (1897—1938);
- 8 травня — 80 років від дня народження українського художника Ростислава Глувка (1927—1990);
- 15 травня — 150 років від дня народження українського адвоката, доктора права, письменника Андрія Чайковського (1857—1935);
- 21 травня — 70 років від дня народження українського літературознавця, літературного критика, громадсько-політичного діяча Романа Гром'яка (1937—2014);

- 26 травня — 100 років від дня народження українського церковного історика, літературознавця, публіциста, перекладача, видавця Теофіля Коструби (1907—1943);
- 7 червня — 130 років від дня народження релігійного діяча, першого українського єпископа в Канаді Никити (Будки) (1877—1949);
- 8 червня — 160 років від дня народження українського педагога, громадського діяча Олександра Барвінського (1847—1926);
- 12 червня — 80 років від дня народження українського педагога, літературознавця Володимира Гладкого (1927—1991);
- 19 червня — 140 років від дня народження українського священика, композитора, хорового диригента Євгена Купчинського (1867—1938);
- 19 червня — 60 років від дня народження українського письменника, економіста, громадського діяча Богдана Андрушківа (нар. 1947);
- 17 липня — 120 років від дня народження українського адвоката, громадського діяча Франца Свістеля (1887—1966);
- 24 липня — 110 років від дня народження української оперної співачки Іванни Синенької-Іваницької (1897—1988);
- 25 липня — 60 років від дня народження української вишивальниці Марії Варениці (нар. 1947);
- 18 серпня — 120 років від дня народження української співачки, педагога Ганни Крушельницької (1887—1965);
- 18 серпня — 60 років від дня народження українського поета, журналіста, кіносценариста Ярослава Сачка (1947—2007);
- 23 серпня — 140 років від дня народження українського письменника, критика, публіциста, літературознавця, педагога, громадського діяча Осипа Маковея (1867—1925);
- 24 серпня — 60 років від дня народження українського живописця-монументаліста Ярослава Новака (нар. 1947);
- 9 вересня — 110 років від дня народження українського диригента, педагога Євгена Цисика (1897—1956);
- 12 вересня — 70 років від дня народження української художниці Христини Куріци-Ціммерман (нар. 1937);
- 15 вересня — 130 років від дня народження української художниці Олени Кульчицької (1877—1967);
- 21 вересня — 60 років від дня народження української поетеси, педагога Любові Гонтарук (нар. 1947);
- 28 вересня — 60 років від дня народження українського педагога, громадського діяча Степана Бубернака (нар. 1947);
- 30 вересня — 80 років від дня народження української художниці в діаспорі Аки Перейми-Клим (нар. 1927);
- 28 жовтня — 60 років від дня народження українського художника з текстилю Дмитра Вонсика (нар. 1947);
- 4 листопада — 120 років від дня народження українського вченого-ентомолога, публіциста, громадського та культурного діяча, письменника Олександра Неприцького-Грановського (1887—1976);
- 14 листопада — 110 років від дня народження української драматичної артистки Ганни Бабіївни (1897—1979);
- 18 листопада — 160 років від дня народження українського економіста, статистика, поета, публіциста Володимира Навроцького (1847—1882);
- 3 грудня — 130 років від дня народження українського географа, академіка Степана Рудницького (1877—1937).

## Засновані, створені
- жовтень — у Бучачі на вул. Степана Бандери у Південному масиві відкрито пам'ятник Степанові Бандері.[1]